# 4437 Yaroshenko
4437 Yaroshenko este un asteroid din centura principală, descoperit pe 10 aprilie 1983 de Liudmila Cernîh.